# The Dome (Swakopmund)
The Dome (ehemals Swakopmund Indoor Sport Centre) ist eine Multifunktionsarena für sportliche und kulturelle Veranstaltungen in Swakopmund, an der Küste Namibias. Sie wurde am 1. August 2014 eröffnet. Die Arena war bei Eröffnung eine von nur zwei Arenen ihrer Art im Südlichen Afrika.
Die gesamten Baukosten betrugen mehr als 100 Millionen Namibia-Dollar. Zu Planungsbeginn im April 2012 wurde mit Gesamtkosten von 85 Millionen Namibia-Dollar gerechnet.
Seit 2021 wird The Dome vom Mobilfunkbetreiber MTC Namibia gesponsert.

## Aufbau
Die Arena legt einen Schwerpunkt auf den Sport und kann durch ihren Aufbau bis zu 40 verschiedene Sportarten unterstützen. Die Gesamtfläche der Arena mit Nebenräumen beträgt mehr als 7000 Quadratmeter und wird von einem Planendach mit einer Fläche von 11.400 Quadratmetern überspannt. Die Anlage schließt die Hauptarena mit einer Fläche von 6200 Quadratmetern, Nebenräume, Leistungssportzentrum, Arztpraxen, Fitnessstudio, Gesundheitszentrum, Tagungs- und Konferenzräume, Geschäfte, Hotel und Schwimmbad ein.

## Veranstaltungen
Als erste Veranstaltungen fanden im Dezember 2013 verschiedene Konzerte südafrikanischer und namibischer Künstler statt. Darunter traten Elvis Blue, Theuns Jordaan, Ray Dylan und Kurt Darren auf.
Die Arena ist Heimat der Coastal Pirates (Inlinehockey).